# Простое число Хиггса
Простое число Хиггса — такое простое число, что значение функции Эйлера от него (для простого она равна этому числу минус единица) делит квадрат произведения меньших чисел Хиггса без остатка.
В алгебраической записи — для заданного показателя {\displaystyle a} простое число Хиггса {\displaystyle {\mathfrak {H}}_{n}} удовлетворяет условию:
{\displaystyle \varphi ({\mathfrak {H}}_{n})|\prod _{i=1}^{n-1}{{\mathfrak {H}}_{i}}^{a}},
где {\displaystyle \varphi } — функция Эйлера.
Несколько первых простых Хиггса для показателя 2:
2, 3, 5, 7, 11, 13, 19, 23, 29, 31, 37, 43, 47, …
Число 13, например, является простым Хиггса, поскольку квадрат произведения меньших чисел Хиггса равен 5336100, и при делении на 12 получается 444675.
Однако число 17 не является простым Хиггса, поскольку квадрат произведения меньших чисел Хиггса равен 901800900, и при делении его на 16 получим остаток 4.
Список наименьших простых чисел, не являющихся простыми Хиггса для степеней от 2 до 7:
| Показатель | 75-е простое Хиггса | Числа, меньшие 75-го числа и не являющиеся простыми Хиггса |
| ---------- | ------------------- | --- |
| 2          | 827                 | 17, 41, 73, 83, 89, 97, 103, 109, 113, 137, 163, 167, 179, 193, 227, 233, 239, 241, 251, 257, 271, 281, 293, 307, 313, 337, 353, 359, 379, 389, 401, 409, 433, 439, 443, 449, 457, 467, 479, 487, 499, 503, 521, 541, 563, 569, 577, 587, 593, 601, 613, 617, 619, 641, 647, 653, 673, 719, 739, 751, 757, 761, 769, 773, 809, 811, 821, 823 |
| 3          | 521                 | 17, 97, 103, 113, 137, 163, 193, 227, 239, 241, 257, 307, 337, 353, 389, 401, 409, 433, 443, 449, 479, 487 |
| 4          | 419                 | 97, 193, 257, 353, 389 |
| 5          | 397                 | 193, 257 |
| 6          | 389                 | 257 |
| 7          | 389                 | 257 |

Дальнейшие исследования показывают, что числа Ферма {\displaystyle 2^{2^{n}}+1} не могут быть простыми Хиггса для показателя {\displaystyle a}, если {\displaystyle a<2^{n}}.
Неизвестно, имеется ли бесконечно много простых чисел Хиггса для произвольного показателя {\displaystyle a}, большего 1.
Для {\displaystyle a=1} ситуация совершенно другая — имеется только четыре таких числа: 2, 3, 7 и 43 (последовательность подозрительно похожа на последовательность Сильвестра).
В 1993 году установлено, что около половины простых чисел меньших миллиона являются простыми Хиггса, в связи с чем предположено, что даже если число простых Хиггса для показателя 2 и конечно, перебрать их все с помощью компьютера нереально.